# Spetsfjälligt eremitgröe
Spetsfjälligt eremitgröe (Eremopoa altaica) är en gräsart som först beskrevs av Carl Bernhard von Trinius, och fick sitt nu gällande namn av Roman Julievich Roshevitz. Enligt Catalogue of Life ingår Spetsfjälligt eremitgröe i släktet eremitgröen och familjen gräs, men enligt Dyntaxa är tillhörigheten istället släktet eremitgröen och familjen gräs. Arten förekommer tillfälligt i Sverige, men reproducerar sig inte. Inga underarter finns listade i Catalogue of Life.